# Trisetella nodulifera
Trisetella nodulifera är en orkidéart som beskrevs av Carlyle August Luer och Alexander Charles Hirtz. Trisetella nodulifera ingår i släktet Trisetella och familjen orkidéer. Inga underarter finns listade i Catalogue of Life.